# Sotho Sounds
Sotho Sounds ist eine Band aus Malealea im Distrikt Mafeteng in Lesotho.

## Geschichte
Hütejungen aus dem Hochland von Malealea in Lesotho kamen auf die Idee in ihrer Abgeschiedenheit Instrumente aus Wegwerfartikeln zu bauen, um sie zum Klingen zu bringen. Gespielt auf Blechdosengitarren, Metallfiedeln, Ölfasstrommeln, begleitet von Gesang, Pfeifen, Akkordeon nebst stampfenden Gummistiefeltänzen entstanden eigene Lieder in Richtung Funk, die von Gospel, Jive, Hip Hop, Reggae und traditionellen Geschichten inspiriert waren.
Ihre musikalischen Kreationen brachten ihnen 2003 eine erste Tournee zum WOMAD (World of Music, Arts and Dance) in Großbritannien und Australien sowie 2010 Auftritte beim Bush Fire Festival in Swasiland ein.
2011 bestand die Gruppe aus Josepha Kojoane Chaka (ein-saitige Gitarre, Hauptgesang, Akkordeon), Khothatso Ranoosi (Gesang, Gitarre), Paseka Mohale (Schlaginstrumente, Gesang, Tanz), Risenga Makondo (Schlagzeug), Tankiso Pita (Gesang, Bassgitarre) und Tseliso Rantho (Gesang, Leadgitarre).
2012 erschien ihr Album Junk Funk mit den gleichen 12 Titeln wie auf Lesotho (Erscheinungsdatum unbekannt). In leicht abgewandelter Form mit dem Zusatzstück Mabaka wurde die CD dann noch einmal unter der Bezeichnung Bush Technology veröffentlicht.